# Ove Møberg
Ove Møberg, född 1948, är en dansk företagsledare som var styrelseordförande för det svenskdanska mejerikooperativet Arla Foods mellan 2007 och 2011.
Møberg har en jordbruksutbildning och är fortfarande  mjölkproducent åt Arla Foods och verksamheten ligger i Hejnsvig på Jylland och har 40 kor, det var dock det dubbla innan en brand bröt ut på gården i januari 2011. Han valdes in som ledamot i MD Foods 1992 och fortsatte på den posten även efter fusionen mellan Arla och MD Foods. 29 januari 2007 meddelade Arla att koncernens dåvarande styrelseordförande Knud Erik Jensen skulle gå i pension och det var Møberg och den svenska vice styrelseordföranden Åke Hantoft som var de hetaste kandidaterna till att efterträda. Arla Foods högsta beslutande organ, Representantskapet valde till slut Møberg till ny styrelseordförande medan Hantoft fick fortsätta som vice styrelseordförande.
En av Møbergs främsta bedrifter anses har varit att förbättra på relationerna mellan de svenska och danska mjölkproducenterna eftersom de svenska har tyckt att beslutsmakten har med tiden försvunnit över Öresund och till danskarna.
Den 11 april 2011 meddelade Arla att Møberg har valt att sluta som styrelseordförande. En efterträdare skulle bli utnämnd vid representantskapsmötet den 26 maj.
| ”            | "– Det är valår i Arla, och i maj ska en ny styrelse konstitueras. Därför tycker jag att det är helt rätt tidpunkt att lämna mitt uppdrag. Dessutom är min samarbetspartner och jag inte helt klara över framtiden och utvecklingen på gården framöver efter den brand som drabbade oss i januari i år." | „ |
| – Ove Møberg | |   |

Det blev som väntat, att vice styrelseordförande Åke Hantoft blev den som efterträdde Møberg.